# Geobius
Geobius is een geslacht van kevers uit de familie van de loopkevers (Carabidae). De wetenschappelijke naam van het geslacht is voor het eerst geldig gepubliceerd in 1831 door Dejean.

## Soorten
Het geslacht Geobius is monotypisch en omvat slechts de volgende soort:
- Geobius pubescens Dejean, 1831